# نمل كهربائي
النمل الناري الصغير (الاسم العلمي: Wasmannia auropunctata)، والمعروف أيضًا باسم النمل الكهربائي، هو نمل اجتماعي صغير (يبلغ طوله حوالي 1.5 ملم (1⁄16 بوصة))، ذات لون بني فاتح إلى ذهبي (زنجبيلي) وهي نمل اجتماعي موطنه الأصلي أمريكا الوسطى والجنوبية، وينتشر الآن في أجزاء من إفريقيا (بما في ذلك الغابون والكاميرون)، وتايوان، وأمريكا الشمالية، وبورتوريكو، وفلسطين، وكوبا، وفي ست مجموعات من جزر المحيط الهادئ (بما في ذلك جزر غالاباغوس، وهاواي، وكاليدونيا الجديدة). وجزر سليمان) بالإضافة إلى شمال شرق أستراليا (كيرنز). وهي من الأنواع الغازية الضارة جدًا.
اسم النمل الكهربائي (أو النمل الناري الصغير) مشتق من لدغة النملة المؤلمة بالنسبة لحجمها.